# Заслонов Костянтин Сергійович
Костянтин Сергійович Заслонов (рос. Константи́н Серге́евич Засло́нов; 25 грудня 1909 (7 січня 1910) — 14 листопада 1942) — радянський партизан у роки Німецько-радянської війни. Командир партизанського загону і бригади, з жовтня 1942 року, командувач усіма партизанськими силами оршанської зони. Герой Радянського Союзу (1943), посмертно.

## Біографія

### Ранні роки
Народився 7 січня 1910 року (за новим стилем) в Осташкові, Тверська губернія, у сім'ї робітника. Навчався в єдиній трудовій школі у місті Невель у 1924—1927 роках.
Батько утримував невелике господарство: мав коня, лоша та двох корів. У 1930-ті роки вся сім'я (батько, дві його сестри і двоє братів) була «розкуркулена» і вислана на Кольський півострів, в Хібіногорськ (зараз Кіровськ). Костянтина було виключено з комсомолу.
У 1930 році закінчив Великолуцьку залізничну профтехшколу. За комсомольським закликом разом з дружиною спрямований на Далекий Схід, де відновлював депо на станції Вяземська під Хабаровськом. З 1935 року — помічник начальника паровозного депо Новосибірська. У родині народилася дочка Муза. Через голод здоров'я дружини стало різко погіршуватися, і Костянтин відправив її разом з дочкою до Вітебська. Але самому виїхати було не можна, щоб не «зганьбити честь комсомольця-добровольця». За спогадами дочки, прибувши до Вітебська, дружина прислала назад листівку, нібито Заслонова терміново викликають на навчання у Ленінградський інститут інженерів дорожнього транспорту, і його відпустили «вчитися».
З 1937 року — начальник паровозного депо станції Рославль, з 1939 — паровозного депо Орша.

### Німецько-радянська війна
На початку війни при підході німецьких військ до Орші евакуювався до Москви і працював у депо ім. Ілліча.
У жовтні 1941 за власним проханням був відправлений в тил ворога у складі групи залізничників. Партизанське псевдо — «Дядя Костя». Створив підпільну групу, учасники якої шляхом застосування «вугільних мін» (міни, замасковані під кам'яне вугілля) за три місяці підірвали 93 німецьких паровоза.
Зважаючи на загрозу арешту в березні 1942 року Заслонов з групою покинув Оршу і організував партизанський загін, який провів ряд успішних бойових рейдів у районі Вітебськ — Орша — Смоленськ, знищивши велику кількість ворожих солдатів і техніки.
У травні 1942 року ад'ютантом К. С. Заслонова став юний підпільник Тимофій Докутовіч, 13 серпня 1942 він загинув, закриваючи Заслонова від куль у бою біля села Горбово.
У червні 1942 року німецьке командування почало активніше використовувати проти партизан частини Російської національної народної армії (РННА), збройного воєнізованого формування, створеного з числа військовополонених Червоної Армії. У серпні 1942 року, після початку німецької антипартизанської операції «Гриф», ці частини блокували багато населених пунктів між Оршею і Богушевськом. Одночасно керівництво партизанського з'єднання і райком партії ухвалили рішення організувати зв'язок із командирами гарнізонів РННА, щоб залучити їх на свій бік. Бійці та командири РННА групами й поодинці йшли до партизанів.
Найактивнішу участь у агітації частин РННА взяв К. С. Заслонов. Зокрема, 10 серпня в результаті переговорів 5 гарнізонів РННА з сіл Нова Земля, Гічі, Рудня та Петрики одночасно знялися і перейшли на бік партизан. Всього в партизанське з'єднання прибуло 236 солдатів і офіцерів з РННА і 78 поліцейських зі зброєю в руках. Вони принесли з собою 5 мінометів, 300 мін, 10 кулеметів, автомати, гвинтівки і велику кількість боєприпасів. Після першої успішної операції з переходу частин РННА на сторону партизан К. С. Заслонов отримав спеціальне завдання проводити особливо активну пропагандистську роботу в цих частинах.
На початку листопада 1942 року партизанським силам в районі Орші надійшов наказ терміново виходити за лінію фронту для включення до складу Червоної Армії. Заслонов наказав своїм людям висуватися у напрямку до лінії фронту, а сам залишився зі своїм штабом і з декількома десятками партизан у селі Куповать Алексініцької сільради Сєнненського району Вітебської області, де на 6-7 ранку 14 листопада було заплановано перехід наступної великої групи солдатів і офіцерів РННА. Заслонов мав намір наздогнати загони, що рухалися до лінії фронту після того, як до нього приєднаються ці люди.
Однак в ніч з 13 на 14 листопада в частину, що готувалася піти в ліс до партизанів, з раптовою перевіркою прибула німецька інспекція. Бунтівники були розстріляні, а інші в терміновому порядку відправлені під Смоленськ. У село Куповать були відправлені два батальйони РННА у радянській військовій формі під німецьким командуванням.
Вранці 14 листопада, коли спостерігачі доповіли Заслонову, що по гаті рухається велика колона «народників», він наказав у жодному разі не стріляти і всіх пропустити. Оскільки він був упевнений, що це були його «перебіжчики», то навіть не став будити інших партизанів, які повернулися з завдання. Однак, коли надісланий до колони розвідник Іван Козловський був убитий в притул німецьким офіцером, стало зрозуміло, що все пішло не так, як планувалося. Для того щоб не пропустити противника в тил іншим партизанським загонам і не допустити їх знищення, Заслонов вирішив прийняти бій з переважаючими частинами РННА, а потім відійти. В ході бою, за підтримки мінометів і кулеметів два батальйони РННА захопили штаб партизанського загону К. С. Заслонова у селі Куповать, в цьому бою загинули командир загону К. С. Заслонов, його ад'ютант Євген Коржень і багато інших партизан загону.
Оскільки навіть за мертвого Заслонова німецька адміністрація обіцяла велику винагороду, то місцеві жителі села заховали його тіло. Після того як частини РННА пішли, тіла загиблих партизан були поховані. Після війни К. С. Заслонов був перепохований в Орші.

## Нагороди і звання
- Посмертно присвоєно звання «Герой Радянського Союзу» за зразкове виконання бойових завдань, командування на фронті, боротьби з німецькими загарбниками і проявлені при цьому відвагу і геройство (указом Президії Верховної Ради СРСР від 7 березня 1943 року)[6].
- Нагороджений двома орденами Леніна і медалями.

## Сім'я
Дві дочки, Ірина і Муза.
- донька Муза (8.10.1933-2.12.2016)[7] — кінорежисер, зняла фільм про батька і написала документальний роман «Фамилия»[3].
- донька Ірина — письменник, художник-аквареліст.
- онук Роман Заслонов (нар. 1962), художник.
- правнук Філіп Заслонов (нар. 1993), дизайнер[8].

## Пам'ять

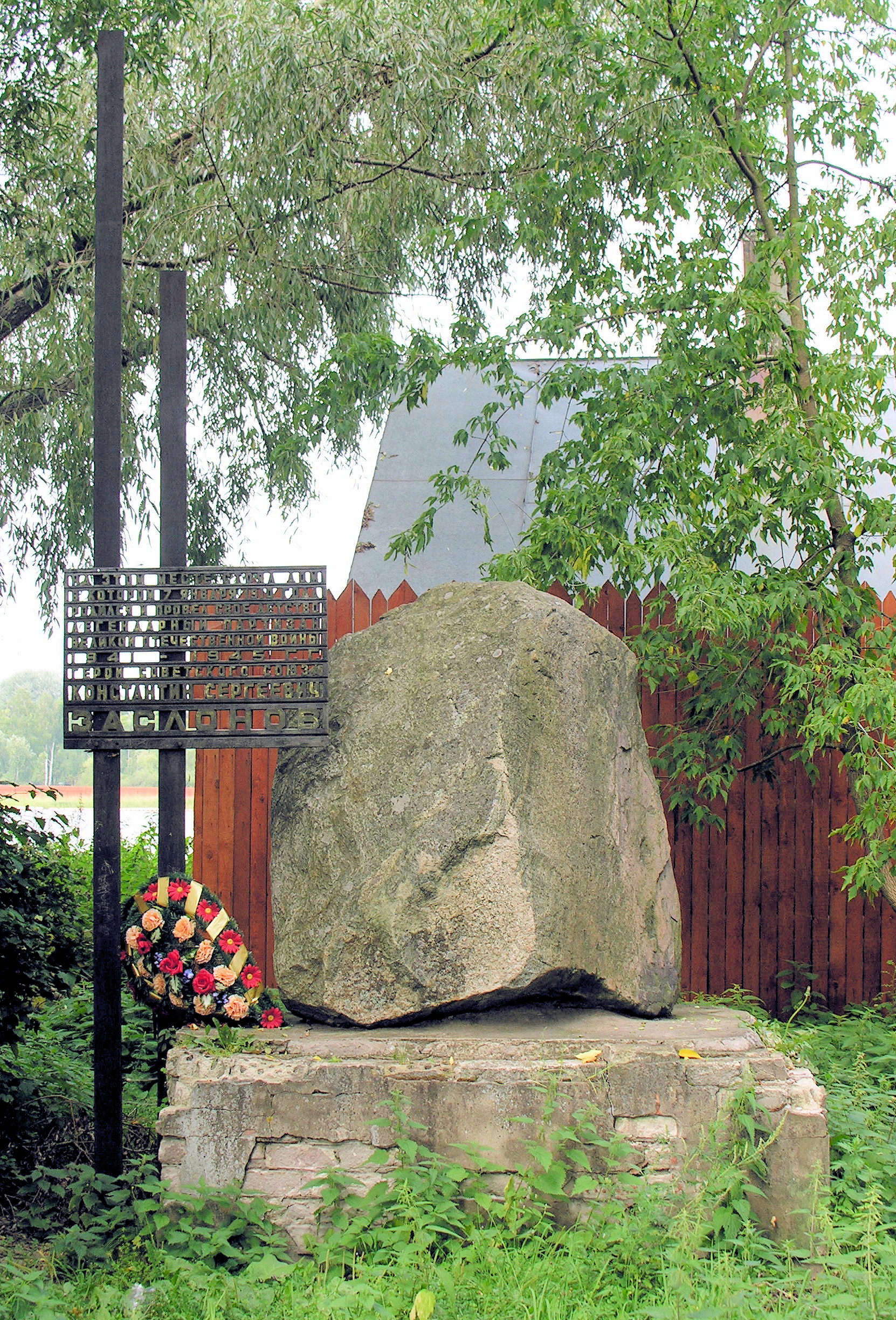
Пам'ятне місце, де знаходився рідний дім Заслонова в Осташкові.

В Орші споруджено пам'ятник К. С. 3аслонову роботи скульптора Сергія Селіханова. Також пам'ятник встановлений на привокзальній площі в Осташкові.
Вулиці імені К. С. 3аслонова: у Росії: в Альметьєвську, Астрахані, Батайську (провулок), Бєлгороді, Бузулуці, Великих Луках, селищі Порєччя Великолуцького району, Волгограді, Воронежі, Вязьмі, Іркутську (провулок), Казані, Кумертау, Калінінграді, Липецьку, Моршанську, Нижньому Новгороді, Нижньому Тагілі, Новосибірську, Омську, Пермі, Вулиця Костянтина Заслонова (Санкт-Петербург), Ставрополі (провулок), Твері, Тюмені, Талиці, Уфі, Хабаровську, Челябінську, Златоусті, хуторі Рожнівка Одинцовського району Московської області;
в Україні: в Алчевську (вулиця та провулок), Бердянську (провулок), Броварах, Горлівці, Золотоноші, Дніпрі, Донецьку, Запоріжжі, Києві, Подільську (бульвар), Краматорську, Кривому Розі, Маріуполі (провулок), Макіївці, Смілі, Городищі, Кадіївці, Сумах, Шахтарську;
у Білорусі: у Бересті, Барановичах, Бобруйську, Борисові, Бихові, Вітебську, Солігорську, Сєнно, Мінську, Мозирі, Орші.
Іменем К. С. 3аслонова також названі:
- паровозне депо в Орші
- Електропоїзд ЭР2Т-7129, що експлуатувався у депо ім. Ілліча Московської залізниці (з 2004 до 2008 року)[9];
- Тепловоз ТЕП70-0379, який експлуатується у депо Орша Білоруської залізниці;
- Електровоз ВЛ10-615, що експлуатується у депо Златоуст Південно-Уральської залізниці.
- Дитяча залізниця у м. Мінськ, а також одна з її станцій.
- Ряд дитячих оздоровчих таборів в таких містах як: Комсомольськ-на-Амурі[10], Новосибірськ, Руза і Стерлітамак.
- Великолуцький технікум залізничного транспорту.
- У 1964 році зареєстровано сорт бузку звичайного «Костянтин Заслонов» (орігинатори Смольський, Бібікова).
- Військове містечко у Білорусі у Вітебській області — селище Заслоново.
- Школа № 1 в місті Невель і школа в селищі Порєччя Великолуцького району Псковської області.
- Школа № 69 м. Мінська, пам'ятник К.Заслонову встановлений у дворі школи.

## У мистецтві
- рос. И. Уткин. «Баллада о Заслонове и его адъютанте» (1943)[11]
- Кінофільм «Костянтин Заслонов» (режисери Володимир Корш-Саблін, Олександр Файнциммер, Білорусьфільм, 1949).
- Вистава А. Й. Мовзона[ru] «Костянтин Заслонов».
- Історична повість Леонтія Раковського «Константин Заслонов» (1949).
- Телефільм «Поєдинок» (в 2-х серіях, телеспектакль за п'єсою Миколи Матуковського[ru], режисер Борис Ерін, Білоруський державний драматичний театр імені Якуба Коласа, «Телефільм» Держтелерадіо Білоруської РСР, 1984).

## Примітки

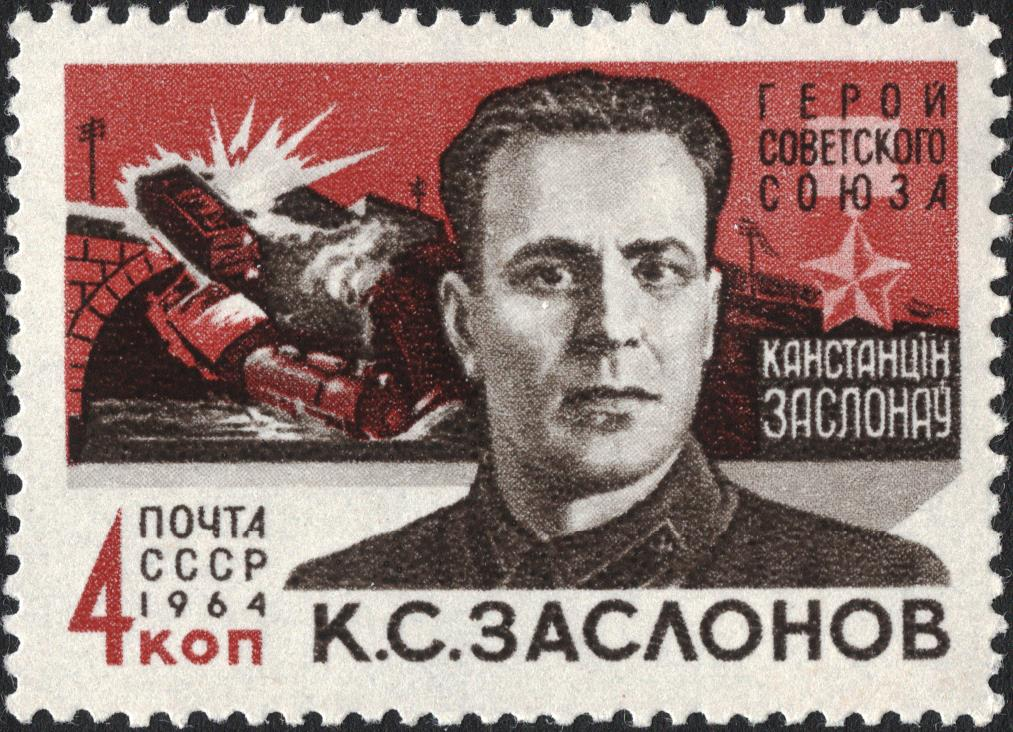
Поштова марка СРСР, присвячена К. С. Заслонову.